# Tremelo
Tremelo là một đô thị tọa lạc ở tỉnh Vlaams-Brabant, vùng Flanders, Bỉ. Đô thị này bao gồm các thị xã Baal và Tremelo. Tại thời điểm ngày 1 tháng 1 năm 2006,  Tremelo có tổng dân số 13.725 người. Tổng diện tích là 21,57 km² với mật độ dân số là 636 người trên mỗi km².

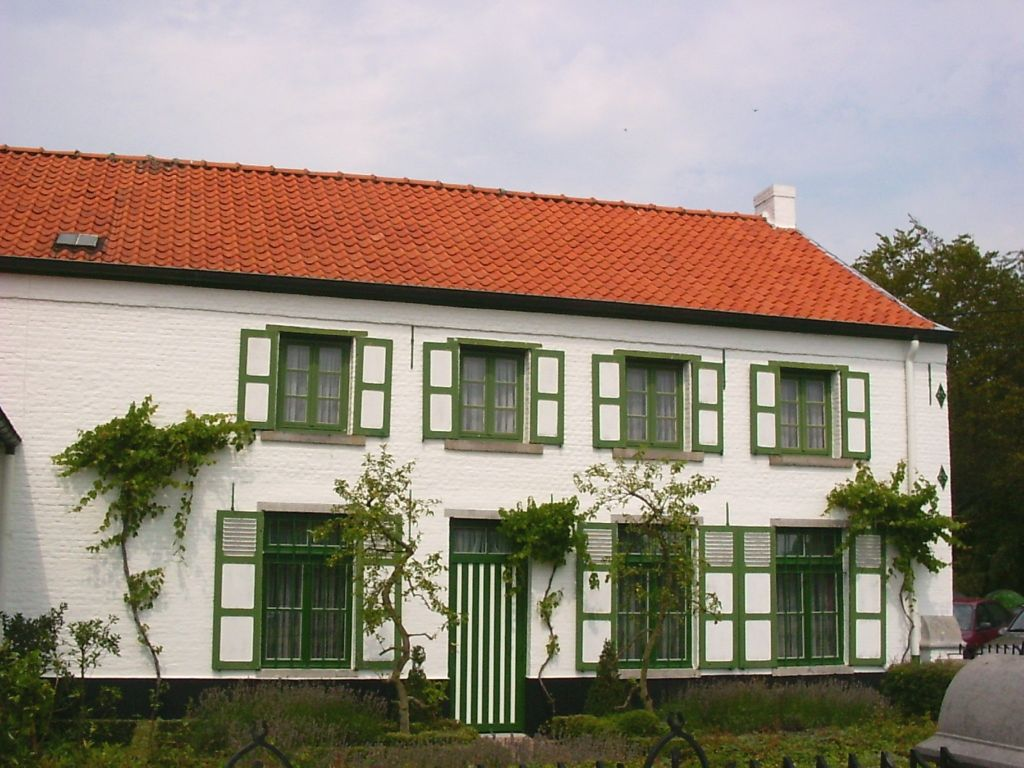
Nơi sinh của Cha Damien

Tọa lạc ở huyện Leuven, Ngôn ngữ chính thức là tiếng Hà Lan.